# SN 2009nm
SN 2009nm – supernowa typu IIn odkryta 20 listopada 2009 roku w galaktyce A100524+5116. W momencie odkrycia miała maksymalną jasność 18,80m.